# 치타델레역
치타델레역(Zitadelle)은 베를린 슈판다우구 하젤호르스트에 있는 U7의 역이다. 1984년 10월 1일 U7의 북서부 연장 당시에 개업했다. 슈판다우구의 하젤호르스트에 있으며, 슈판다우 요새 근처에 있다. 역 내부 장식은 슈판다우 요새에서 영감을 얻었다. U7의 북서부 구간 중에서 상대식 승강장을 사용하는 몇 안 되는 역이다.
계획 당시 이름은 역사가 소재한 도로의 이름을 딴 암 율리우스투름(Am Juliusturm)이었다. 그러나 계획이 변경되는 과정에서 근처에 있는 슈판다우 요새의 이름을 따는 것이 좋을 것이라고 판단해서 현재의 이름을 사용하게 되었다.
라이너 륌러가 설계한 역사 디자인의 주요점은 벽돌로 구성된 역사 벽면과 요새 출입구를 형상화한 역사 출입구이다. 역사 벽면에는 한때 독립시였던 슈판다우 출신 인물 사진과 슈판다우의 고지도가 걸려 있다.
2016년까지 접근성 개선을 위해서 엘리베이터 세 곳의 설치가 예정되어 있었다. 슈판다우 방면 승강장에서 중간층으로 연결되는 엘리베이터는 2016년 12월 22일에 완공되었다. 루도 방면 승강장에서 중간층으로 연결되는 엘리베이터는 2017년 5월, 중간층에서 지상으로 연결되는 엘리베이터는 같은 해 9월에 완공되었다. 점자 블록과 엘리베이터 설치 비용은 250만 유로였다.
2017년 3월 U7 노선의 북부 역사 6곳의 일부로 베를린의 건축유산으로 지정되었다.
베를린 버스 X33번과 환승할 수 있다.

## 인접 철도역
| 베를린 지하철                                | 베를린 지하철 | 베를린 지하철          |
| -------------------------------------------- | ------------- | ---------------------- |
| 알트슈타트 슈판다우 라트하우스 슈판다우 방면 | U7            | 하젤호르스트 루도 방면 |